# Euphorbia phosphorea
Euphorbia phosphorea är en törelväxtart som beskrevs av Carl Friedrich Philipp von Martius. Euphorbia phosphorea ingår i släktet törlar, och familjen törelväxter. Inga underarter finns listade i Catalogue of Life.